# Nar Mobile
Nar è un marchio per le attività commerciali dell'Azerfon, società di telecomunicazioni mobili, con sede a Baku, Azerbaijan.

## Storia
Nar Mobile (Azerfon) è stata fondata il 21 marzo 2007.

## Copertura della rete
Oggi la copertura di rete dell'Azerfon è estesa su tutto il territorio della Repubblica dell'Azerbaigian. In alcune aree remote Nar è l'unico fornitore che offre servizi di telefonia mobile. Attualmente, oltre 2.100.000 abbonati utilizzano la rete. Nel 2009 è stato firmato un accordo di partnership non azionaria tra Azerfon LLC e Vodafone Company. Nel dicembre 2009 Azerfon ha rilasciato la sua rete 3G (UMTS), il primo operatore GSM in Azerbaigian a farlo.